# High on Music
Premier DAM High on Music 〜My Music Style〜（プレミアダム ハイ・オン・ミュージック 〜マイミュージックスタイル〜）はTOKYO FMとFM OSAKAで放送されていたラジオ番組。TOKYO FMでは2007年4月6日、FM OSAKAでは4月5日放送開始。
high on musicという名前の通り音楽で週末あがっていこうぜ!熱くなろうぜ!をテーマに、井手大介と土屋アンナががっつり盛り上げて行く番組。
2008年3月番組終了。翌月4月から番組名を「Premier DAM Re:muzik」に改めリニューアル（2009年3月終了）。

## コーナー
- [This Week's Number High] 街の人たちに「○○に合う曲」を選曲してもらう
- [high times good times]　世界中の音楽にまつわるnewsやtopicを紹介
- [hi how ya doin?]　ゲストコーナー
- [FLAME NOTE]　今みんなのお気に入りの熱い音を俺たちが料理しておもろい音作っちゃうコーナー。

　出来あがる曲はいわゆるマッシュアップ。MixはスタッフのVEXが担当している。
- [ANNA'S HIGH ON MUSIC SELECT]　土屋アンナが毎回HIGHになる曲を紹介
- [HIGHER STAGE]　週末HIGHになれるイベントを紹介

## 放送時間
- FM OSAKA 木曜日 21:00-21:30（先行ネット）
- TOKYO FM 金曜日 19:00-19:30

## DJ
- 井手大介（当初、タイムテーブルには「イデ・F・ダイスケ」と表記されていた）
- 土屋アンナ（タイムテーブルで表記なし）